# Esther Béjarano
Esther Béjarano (nascida Löwy; Saarlouis, 15 de dezembro de 1924 – 10 de julho de 2021) foi uma das últimas sobreviventes do Campo de Concentração de Auschwitz. Juntamente com Anita Lasker-Wallfisch foi musicista da Orquestra Feminina de Auschwitz.

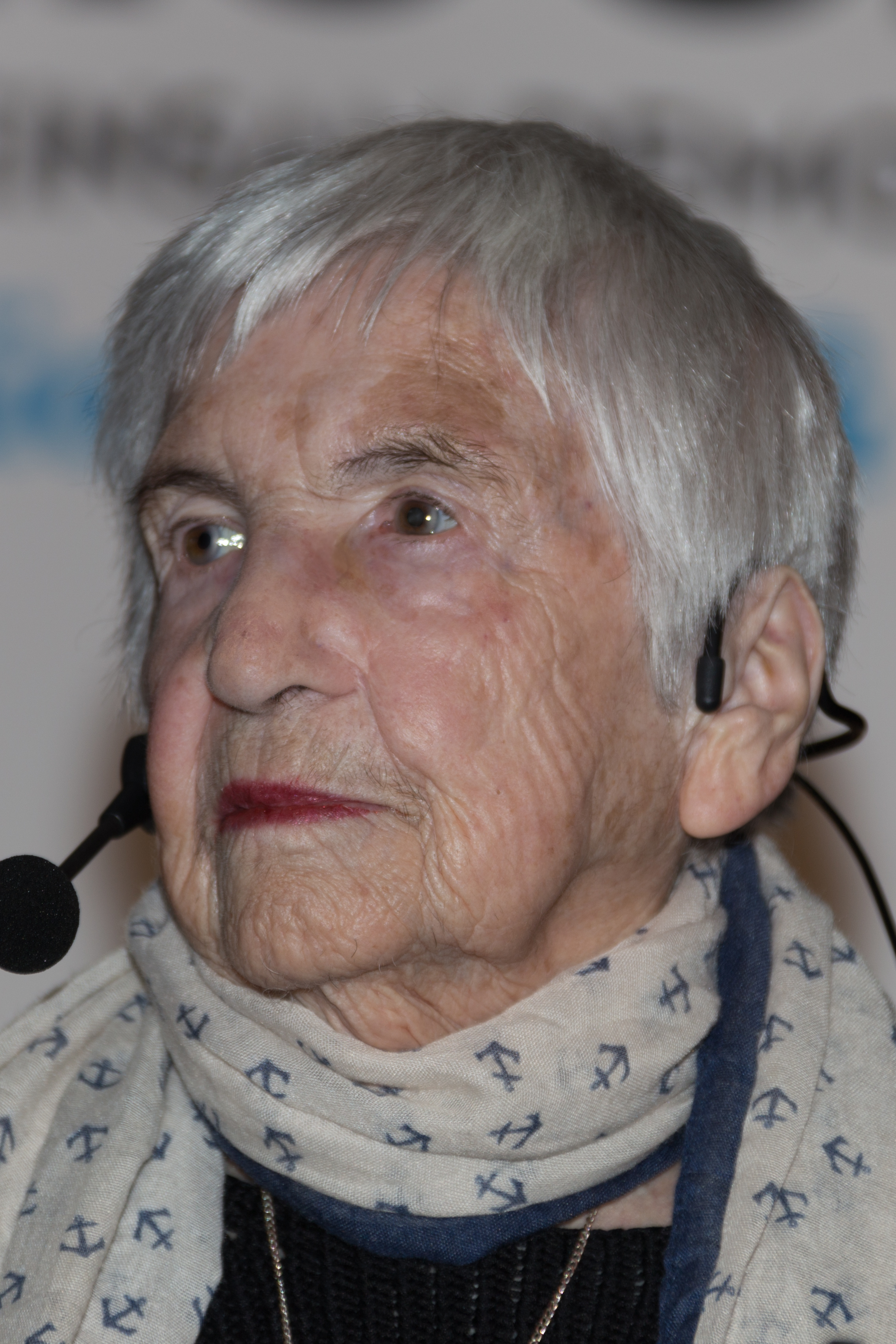
Béjarano em 2018

## Biografia
Béjarano foi batizada como Esther Löwy, filha do cantor principal de uma municipalidade judaica em Saarlouis. Seu pai a encorajou a interessar-se por música e Esther aprendeu a tocar piano. Aos 15 anos de idade deixou a casa de seus pais a fim de fazer uma tentativa de emigrar para a Palestina; sua tentativa fracassou. Cumpriu dois anos de trabalhos forçados em um campo em Landwerk Neuendorf, perto de Fürstenwalde.
Em 20 de abril de 1943 todos no campo foram deportados para o campo de concentração de Auschwitz. Lá ela teve que arrastar pedras até se juntar à Orquestra Feminina de Auschwitz, onde tocou acordeão. A orquestra tinha a tarefa de tocar para a marcha diária dos detentos pelo portão do campo. Emigrou para a Palestina em 15 de setembro de 1945 e em 1960 voltou para a Alemanha com o marido e dois filhos. No início da década de 1980, com sua filha Edna Béjarano e o filho Joram, criou o grupo musical Coincidence. Eles cantaram canções do gueto e em hebraico, bem como canções antifascistas. Béjarano morava em Hamburgo. Foi cofundadora e presidente do International Auschwitz Committee e presidente honorário da União dos Perseguidos do Regime Nazista. Béjarano morreu em 10 de julho de 2021, aos 96 anos de idade.